# Жагари
Жагари — польська поетична група при Університеті Св. Баторія (Вільно, 1931—34). Представляла так звану другу авангардистську хвилю, її також називали «Вільнюським авангардом». Спочатку група видавала журнал з такою ж назвою «Żagary». Її члени постулювали соціальну причетність літератури, їхня робота характеризувалася лівим радикалізмом, антифашизмом та катастрофізмом.